# Frankenstraße 31 (Stralsund)

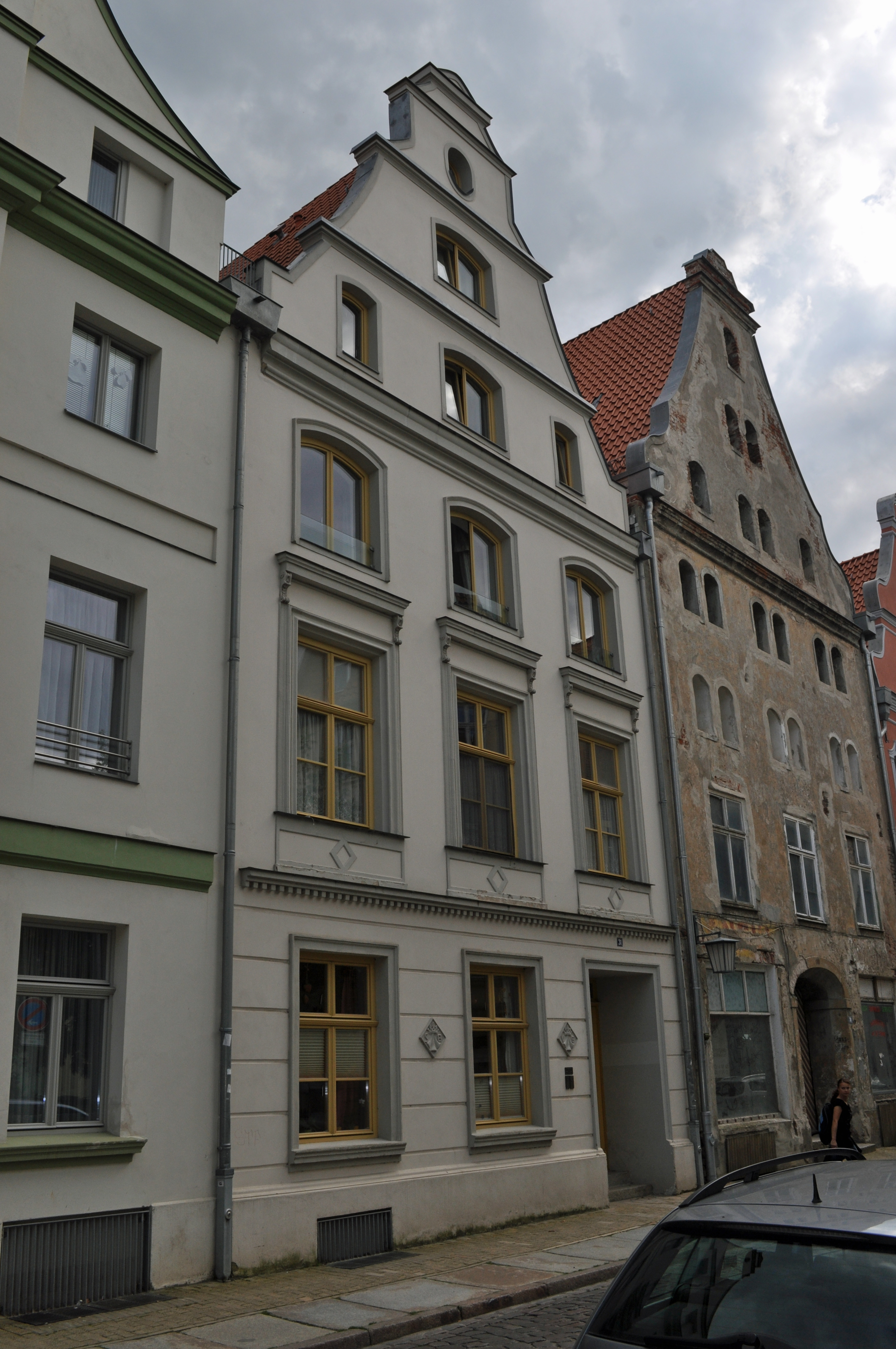
Das Haus Frankenstraße 31 Stralsund (2011)

Das Haus mit der postalischen Adresse Frankenstraße 31 ist ein unter Denkmalschutz stehendes Gebäude in der Frankenstraße in Stralsund.
Das zweieinhalbgeschossige und dreiachsige, verputzte Giebelhaus wurde im Mittelalter errichtet und später umgestaltet; bei der Umgestaltung in der ersten Hälfte des 18. Jahrhunderts erhielt es seinen Schweifgiebel. Im frühen 19. Jahrhundert wurde das Gebäude nochmals umgebaut.
Die Putzfassade enthält Werbung der Stralsunder Brauerei (SB) und der Stralsunder Vereinsbrauerei (VB).
Das Haus liegt im Kerngebiet des von der UNESCO als Weltkulturerbe anerkannten Stadtgebietes des Kulturgutes „Historische Altstädte Stralsund und Wismar“. In die Liste der Baudenkmale in Stralsund aus dem Jahr 1997 ist es mit der Nummer 228 eingetragen.